# Oie italienne
L'oie italienne (oca italiana), parfois appelée oie blanche d'Italie, est une race d'oie domestique originaire d'Italie. Elle présente un plumage blanc et est surtout élevée pour sa masse  de chair. Sa productivité en fait une des oies d'élevage relativement populaires des pays industrialisés.

## Histoire
Cette race a été sélectionnée en Émilie-Romagne à partir de différentes oies locales, pour sa précocité et sa grande fécondité. Elle a été présentée pour la première fois à l'exposition mondiale d'aviculture de Barcelone, en 1924. Elle a été aussi ensuite croisée avec l'oie blanche de Chine pour la production de viande et de foie gras. Elle a été introduite aux États-Unis, où elle a pris le nom de « Roman goose » (oie romaine) ; une variété huppée y est sélectionnée et inscrite au standard officiel américain en 1976. L'oie italienne a été importée de Tchécoslovaquie en URSS en 1975.

## Description
L'oie italienne est de poids léger à mi-lourd. Sa poitrine est large et profonde, le dos large et droit. Son cou est court, son bec orange.  C'est une oie prolifique qui pond plus que d'autres races d'oies domestiques. Précoce, à soixante jours elle peut atteindre 3,5 à 4 kg. Adulte, son foie atteint 350 à 400 grammes. Le jars pèse 6 à 7 kg, la femelle 5 à 6 kg. Celle-ci pond 45 à 50 œufs par saison et 70-80 par an qui pèsent entre 140 et 170 grammes.